# کادوگاوا، میازاکی
کادوگاوا، میازاکی (به لاتین: Kadogawa, Miyazaki) یک منطقهٔ مسکونی در ژاپن است که در استان میازاکی واقع شده‌است. کادوگاوا  ۱۹٬۲۹۳ نفر جمعیت دارد.